# Oncocnemis pallida
Oncocnemis pallida är en fjärilsart som beskrevs av Barnes 1928. Oncocnemis pallida ingår i släktet Oncocnemis och familjen nattflyn. Inga underarter finns listade i Catalogue of Life.